# Zamek w Beresteczku
Zamek w Beresteczku – obronny zamek wybudowano w XVI w. na wyspie, powstałej na rzece Styr.

## Budowniczy, właściciele
Budowniczym zamku był książę Symeon Fryderyk Proński, wojewoda kijowski, który ożenił się z Fedorą Bohowityn. Warownia była własnością ks. Prońskich i następnych posiadaczy miasteczka. Zamek nie zachował się do czasów współczesnych.

## Pałac i park
Pałac wzniesiony przez Katarzynę Platerową na początku XIX w. stanął w miejscu dawnego zamku. Jednopiętrowy murowany pałacyk powstał w stylu klasycystycznym. Budowla swoim rogiem prawie dotykała rogu starego dworu Jana Jakuba Zamoyskiego w którym w 1787 r. goszczony był wracający z Kaniowa król Polski Stanisław August Poniatowski. Park krajobrazowy przy pałacu został założony w 1805 r. przez Dionizego Miklera, twórcę parków i ogrodów na Wołyniu i Podolu. Ze względu na położenie park był jednym ze wspanialszych na Wołyniu. Styr podzielił park na dwie części: jedną przy pałacu z ogromnym gazonem i drugą widokową, czyli właściwym parkiem krajobrazowym. W parku rosły interesujące egzemplarze drzew: barhat amurski, klon srebrzysty oraz sosna kedrowa.